# Isla Rikers
Isla Rikers (en inglés: Rikers (/ˈraɪkərz/) Island) es una isla ubicada entre los condados de Queens y del Bronx, en el East River. En ella se encuentra la duodécima prisión de máxima seguridad de los Estados Unidos. En 2017, el alcalde de Nueva York, Bill de Blasio, anunció que se cerraría la cárcel si la tasa de criminalidad seguía baja.
En febrero de 2018, una comisión de supervisión estatal sugirió que el estado de Nueva York considere cerrar las instalaciones antes de esta fecha límite. En octubre de 2019, el Consejo de la Ciudad de Nueva York votó para cerrar las instalaciones en 2026.

## Historia
La isla fue bautizada en honor a Abraham Rycken, uno de los colonos holandeses que se asentaron en Long Island en 1638. En la guerra civil estadounidense, la isla fue utilizada como un campo militar. Los descendientes de Rycken poseían la isla hasta 1884, cuando la vendieron a la ciudad de Nueva York por $ 180.000 dólares. 
En 1932, la ciudad estableció una prisión en la zona este de la isla, que aunque en un principio servida como prisión. Posteriormente, en 1957, el vuelo 823 de Northeast Airlines se estrelló en la isla, al intentar despegar en bajas condiciones climatológicas del Aeropuerto LaGuardia.

## Complejo penitenciario
En 1932, la ciudad abrió una cárcel para hombres en la isla, en sustitución a la derruida prisión de la isla de Blackwell (hoy Isla Roosevelt). El edificio penitenciario original, terminado en 1935, fue llamado HDM, siglas de House of Detention for Men. 
Durante el mandato de  como alcalde de Nueva York, la cárcel fue ampliada, creando un segundo pabellón bautizado como Vernon C. Bain Correctional Center (VCBC). En el año 2000, ambos centros fueron reformados.

## Controversias

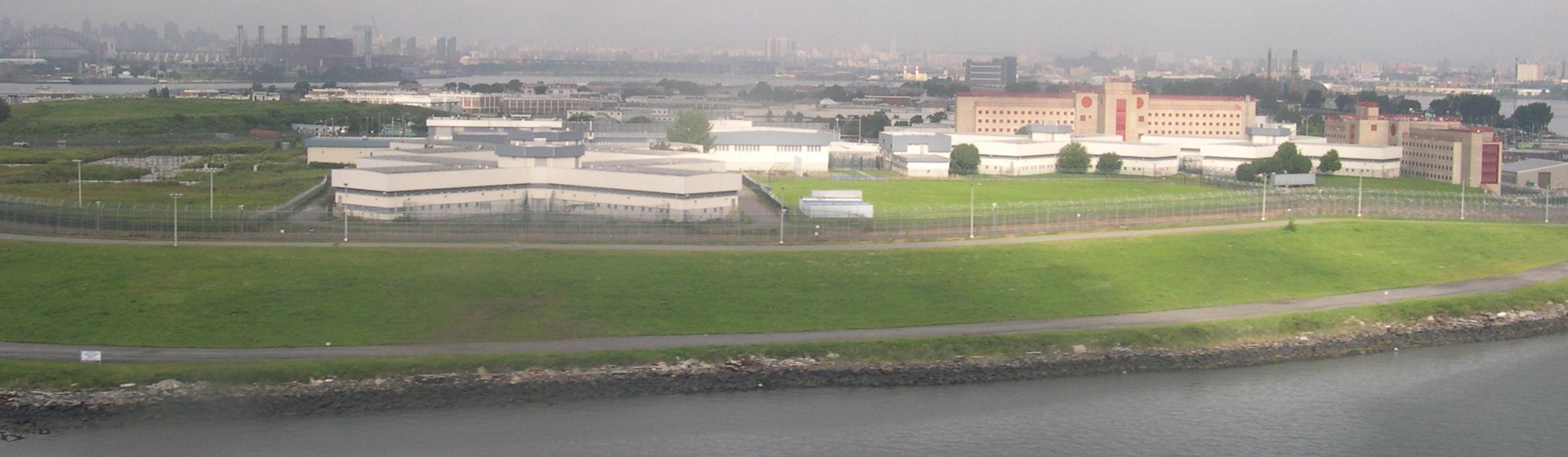
Panorámica de la prisión.

En 1986, el tribunal federal de apelaciones dictaminó que algunos de los registros corporales que realizaban los guardias hacia personas que habían realizado delitos menores eran completamente prescindibles, y que ordenaban a los presos desnudarse por mera diversión. Ann Weber, que fue detenida por una falsa llamada al 911, fue obligada a la fuerza a realizar un registro de cavidades hasta que su hija pagara su fianza. También ha ocurrido lo mismo con personas que se han colado en el metro o han fumado marihuana.
Isla Rikers ha adquirido notoriedad por los abusos sexuales ocurridos en la prisión en los últimos años. Un reportaje de The Village Voice en julio de 2008 informó sobre una víctima de la prisión, que entre las 6 a. m. fue secuestrada y amordazada, y violada por varios hombres. Los guardias de seguridad son conocidos por su negligencia respecto al cuidado de los prisioneros y las peleas entre los reclusos están a la orden del día. En mayo de 2013, la revista Mother Jones la colocó como la peor cárcel de los Estados Unidos.